# 朱峰青

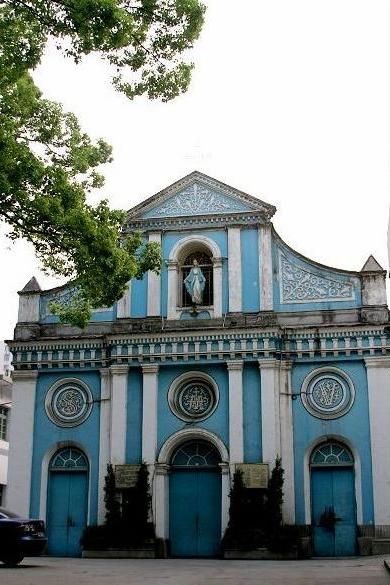
杭州天主教堂

朱峰青（英語：John Zhu Fengqing，1932年—1997年12月12日，聖名：若瑟），是天主教中國籍神父，愛國會非法自選自聖主教，被教宗絕罰。自稱擔任杭州總教區主教。

## 生平
朱峰青出生於1932年在中華民國北洋政府時期。於1955年6月晉鐸。
1949年10月1日，中國共產黨在中國大陸地區建立中華人民共和國，開始針對天主教進行宗教迫害及打壓。1951年，朱峰青與數位神父在湖州組織三自革新委員會，且加入後來由中國官方成立的愛國會。
1988年11月27日，朱峰青未經聖座准許，由愛國會安排非法自選自聖。由上海教區主教金魯賢主禮，漢口總教區主教董光清和南京總教區主教錢惠民襄禮祝聖晉牧，且自稱是杭州總教區正權主教。事後，因為朱峰青在未獲得時任教宗若望保祿二世准許，自選自聖違反《天主教法典》被絕罰。
1997年12月12日，朱峰青在中華人民共和國浙江省杭州市去世，享年65歲。直至吳國煥死後，仍未獲得教宗認可和赦免。